# Mrđebare
Mrđebare – wieś w Bośni i Hercegowinie, w Federacji Bośni i Hercegowiny, w kantonie dziesiątym, w gminie Kupres. W 2013 roku pozostawała niezamieszkana.